# Baetisca escambiensis
Baetisca escambiensis är en dagsländeart som beskrevs av Berner 1955. Baetisca escambiensis ingår i släktet Baetisca och familjen Baetiscidae. Inga underarter finns listade i Catalogue of Life.